# Villegats (Eure)
Villegats è un comune francese di 343 abitanti situato nel dipartimento dell'Eure nella regione della Normandia.

## Storia

### Simboli
Il leopardo d'oro in campo rosso è il simbolo della Normandia.

## Società

### Evoluzione demografica
Abitanti censiti